# Anselmo Evangelista Sansoni
Anselmo Evangelista Sansoni (Terranuova Bracciolini, 17 dicembre 1859 – Cefalù, 18 giugno 1921) è stato un vescovo cattolico italiano.

## Biografia
È nato a Terranuova Bracciolini nella diocesi di Arezzo il 17 dicembre 1859.

## Ministero sacerdotale
Nella diocesi di appartenenza è stato esaminatore protosinodale, professore di teologia dogmatica e sacra Scrittura e direttore spirituale del seminario.

## Ministero episcopale
Il 30 ottobre 1907 papa Pio X lo ha nominato vescovo di Cefalù; ha ricevuto la consacrazione episcopale il successivo 17 novembre dal cardinale Giulio Boschi, arcivescovo di Ferrara, co-consacranti Michele Angelo Baldetti, vescovo di Cortona, Bernardo Giuseppe Doebbing, vescovo di Nepi e Sutri, e Francesco Moretti, vescovo di Terni e Narni.
Nel 1912 è stato nominato anche amministratore apostolico sede vacante della diocesi di Nicosia.
È morto a Cefalù il 18 giugno 1921 all'età di 61 anni dopo quasi 14 anni di governo pastorale della diocesi.

## Genealogia episcopale
La genealogia episcopale è:
- Cardinale Scipione Rebiba
- Cardinale Giulio Antonio Santori
- Cardinale Girolamo Bernerio, O.P.
- Arcivescovo Galeazzo Sanvitale
- Cardinale Ludovico Ludovisi
- Cardinale Luigi Caetani
- Cardinale Ulderico Carpegna
- Cardinale Paluzzo Paluzzi Altieri degli Albertoni
- Papa Benedetto XIII
- Papa Benedetto XIV
- Papa Clemente XIII
- Cardinale Marcantonio Colonna
- Cardinale Giacinto Sigismondo Gerdil, B.
- Cardinale Giulio Maria della Somaglia
- Cardinale Luigi Lambruschini, B.
- Papa Leone XIII
- Cardinale Carlo Laurenzi
- Cardinale Giulio Boschi
- Vescovo Anselmo Evangelista Sansoni, O.F.M.